# David Pasquesi

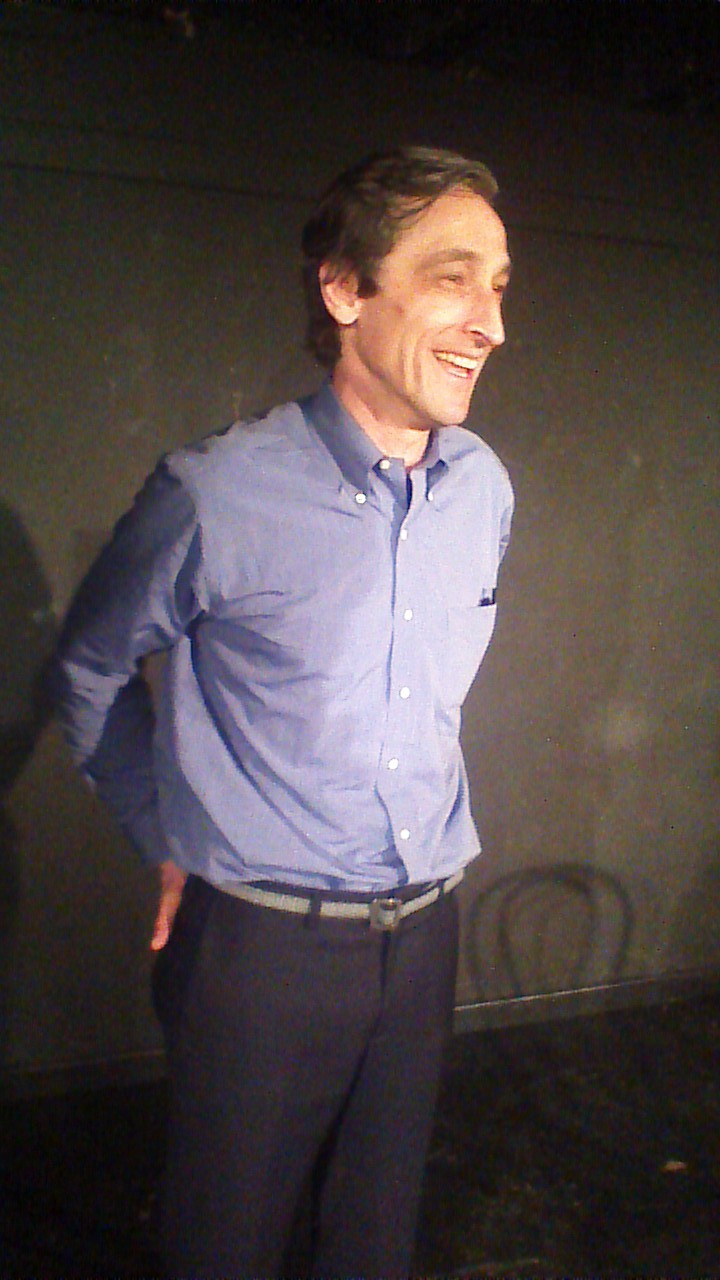
David Pasquesi (2013)

David Pasquesi (* 22. Dezember 1960 in Chicago, Illinois) ist ein US-amerikanischer Schauspieler, Komiker und Improvisationskünstler.

## Leben und Karriere
Pasquesi ist in Chicago, Illinois geboren und aufgewachsen. Er studierte unter Del Close in den frühen 1980er Jahren und wurde Mitglied des ersten iO Theater-Teams, den Baron's Barracudas.
Er gilt als einer der ältesten Ensemblemitglieder der Chicagoer Bühnen und Theatergruppen The Second City, iO Theater, Improv Institute (existierte 1984–1994 in Chicago) und Annoyance Theatre.
Er spielt neben Chris Farley, Tim Meadows, Joel Murray und Bob Odenkirk im Second City. Des Weiteren tritt Pasquesi im Steppenwolf Theatre und dem Goodman Theatre auf.
Seit 2002 spielt er gemeinsam mit T. J. Jagodowski in „TJ & Dave“, einer der populärsten, bis heute laufenden Improvisations-Shows. Die Show wird in Chicago und New York City aufgeführt.
Neben Mary Beth Fisher, Keith Kupferer und Beth Lacke war Pasquesi Ensemblemitglied bei der Chicagoer Premiere von Yasmina Reza’s Stück Der Gott des Gemetzels (englischer Titel: God of Carnage – französischer Originaltitel: Le Dieu du carnage) – Regie: Rick Snyder im Goodman Theatre. Das mit dreifachem Tony Award ausgezeichnete Drama stand in Chicago vom 5. März – 10. April 2011 auf dem Spielplan.
Auf dem South-by-Southwest-Filmfestival 2009 wurde der Dokumentarfilm Trust Us, This is All Made Up – Regie: Alex Karpovsky aufgeführt, in dem eine Chronik der „T.J. & Dave“-Show gezeigt wird.
Zu seinen Leinwandauftritten als Nebendarsteller gehören Und täglich grüßt das Murmeltier (Original: Groundhog Day) – Regie: Harold Ramis, als Stew in der Comedy-Serie Strangers with Candy von Comedy Central, als Tony in Zurück zu Dir (Original: Return to Me) – Regie: Bonnie Hunt an der Seite von David Duchovny und James Belushi und mit John Cusack und Billy Bob Thornton als Councilman Williams in The Ice Harvest – Regie: Harold Ramis.
Eine Hauptrolle spielte er in Steve Delahoyde's Kurzfilm Regrets, auch spielte er an der Seite von Jeff Garlin in dessen erstem eigenen Film I Want Someone to Eat Cheese With zusammen mit Sarah Silverman und Bonnie Hunt.
Pasquesi arbeitete auch als Autor, so schrieb er für Exit 57 und Strangers With Candy, für die Fernseh-Comedy-Serie Factory – in der Pasquesi neben Mitch Rouse, Michael Coleman und Jay Leggett selbst mitspielte. Ebenfalls war er in der Cop Show mit Tracy Letts als Autor und Darsteller aktiv.
Im Jahr 2009 spielte Pasquesi den Charakter Claudio Vincenzi in Ron Howards Illuminati.
In dem letzten Film von Harold Ramis aus dem Jahr 2009, Year One – Aller Anfang ist schwer (Original: Year One), spielte Pasquesi eine Nebenrolle als Prime Minister von Sodom.
Seit 2013 verkörpert Pasquesi in mehreren Folgen der Fernsehserie Chicago Fire den ewig pessimistischen Rettungssanitäter Macauley.
Er schrieb für die neue Show Merkin Penal, die er mitentwickelte.

## Auszeichnungen
- Improviser of the Year des Chicago Improv Festival

## Filmografie (Auswahl)
Film
- 1987: Light of Day – Im Lichte des Tages (Light of Day)
- 1991: Vater der Braut (Father of the Bride)
- 1993: Und täglich grüßt das Murmeltier (Groundhog Day)
- 1993: Auf der Flucht (The Fugitive)
- 1994: Natural Born Killers (als Kameramann uncredited)
- 1994: Puppet Masters – Bedrohung aus dem All (The Puppet Masters)
- 1994: Bundles – Ein Hund zum Verlieben (The Shaggy Dog)
- 1995: Stuart Stupid – Eine Familie zum Kotzen (Stuart Saves His Family)
- 1998: Temporary Girl
- 2000: Zurück zu Dir (Return to Me)
- 2004: You’re Fired! (Employee of the Month)
- 2005: The Ice Harvest
- 2005: Regrets
- 2006: I Want Someone to Eat Cheese With
- 2009: Illuminati (Angels & Demons)
- 2009: Year One – Aller Anfang ist schwer (Year One)
- 2011: Close Quarters
- 2013: Hell Baby
- 2023: Le proprietà dei metalli
- 2023: All Happy Families

Fernsehserien
- 1991: Dream On (Fernseh-Comedy-Serie)
- 1993: The Untouchables (Fernsehserie)
- 1995–1996: Exit 57 (als Autor)
- 1996: Common Law (Sitcom)
- 1996: Allein gegen die Zukunft (Early Edition)
- 1999–2000: Strangers with Candy (4 Episoden, auch als Autor)
- 2003: American Campus – Reif für die Uni? (Undecleared)
- 2005: Immer wieder Jim (According to Jim)
- 2008: Factory (auch als Autor)
- 2011–2012: Boss
- 2013–2019: Veep – Die Vizepräsidentin (Veep, 15 Episoden)
- seit 2013: Chicago Fire
- 2018–2019: Lodge 49
- 2021–2022: Das Buch von Boba Fett (The Book of Boba Fett, Fernsehserie, 5 Episoden)
- 2022: She-Hulk: Die Anwältin (She-Hulk: Attorney at Law, Fernsehserie, Episode 1x06)